# Razão de curto circuito
A razão de curto circuito (do ingles short circuit ratio ou SCR) é uma medida de estabilidade de um gerador. É a razão entre a corrente de campo necessária para a produção de tensão de armadura nominal em circuito aberto  com a corrente de campo necessária para produzir durante curto-circuito corrente nominal de armadura .